# راسيل ساج
راسيل ساج هو خبير مالي وسياسي أمريكي، ولد في 4 أغسطس 1816 في Verona, New York ‏ في الولايات المتحدة، وتوفي في 22 يوليو 1906 في نيويورك في الولايات المتحدة. نشط حزبياً في حزب اليمين. وقد انتخب عضو مجلس النواب الأمريكي.

## وصلات خارجية
- راسيل ساج على موقع الموسوعة البريطانية (الإنجليزية)